# Lev Aleksandrovič Rusov
Lev Aleksandrovič Rusov in russo Лев Александрович Русов? (Leningrado, 31 gennaio 1926 – Leningrado, 20 febbraio 1987) è stato un pittore russo del XX secolo, maestro del ritratto, esponente del realismo socialista.

## Biografia
Lev Aleksandrovič Rusov nacque il 31 gennaio 1926 a Leningrado. Nel 1947 si diplomò presso la Scuola d'Arte di Leningrado, e dal 1948 al 1949 studiò presso la Facoltà di Pittura dell'Accademia di Belle Arti, ma dopo il secondo anno per motivi di salute lasciò gli studi. Partecipato a mostre d'arte dal 1954, dipingendo ritratti, paesaggi e scene di genere. Dal 1955 fu membro dell'Unione degli Artisti di Leningrado.
Le opere del periodo 1950-1960 lo affermarono tra i maestri del ritratto contemporaneo russo. Produsse anche acquerelli, litografie e sculture.
Rusov è morto il 20 febbraio 1987 a Leningrado. Le sue opere sono conservate nel musei e collezioni private in Russia, Stati Uniti d'America, Inghilterra, Norvegia, Francia, Italia, Finlandia, Spagna, Cina e altrove.